# Землетрясения на Новой Британии (2010)
Землетрясения на Новой Британии 2010 года — ряд мощных землетрясений магнитудой до 7,3, произошедших в 2010 году на острове Новая Британия (Папуа — Новая Гвинея) и его окрестностях.
Первое из них, магнитудой 7,3 произошло 18 июля 2010 года в 13:34:59 (UTC) на острове Новая Британия (Папуа — Новая Гвинея), в 65,6 км к юго-востоку от Кимбе. Гипоцентр землетрясения располагался на глубине 35,0 километров. Интенсивность землетрясения составила VIII по шкале Меркалли.
Землетрясение ощущалось в населённых пунктах: Кимбе, Кандриан, Рабаул, Горока, Каинанту, Порт-Морсби, Вау.
В результате землетрясения 1 человек погиб, 3 получили ранения. Экономический ущерб составил менее 0,37 млн долларов США.

## Форшок
В тот же день, за полчаса до основного сейсмического удара, в 13:04:09 UTC произошёл форшок магнитудой 6,9. Эпицентр землетрясения находился в 56,3 км к юго-востоку от Кимбе. Гипоцентр землетрясения располагался на глубине 28 км.
Подземные толчки ощущались в Кимбе и Кокопо, Порт-Морсби, Горока, Вау, а также в Гизо (Соломоновы острова).
В результате землетрясения получил ранения 1 человек.

## Тектонические условия региона
Землетрясение на Новой Британии 18 июля 2010 года, магнитудой 7,3, произошло в результате надвига на границе между плитой Соломонова моря и южной плитой Бисмарка. Эти микроплиты принимают участие в крупномасштабной конвергенции между Австралийской и Тихоокеанской плитами в районе бассейна Вудларка на юго-западе Тихого океана. В районе эпицентра этого землетрясения микроплита Соломонова моря перемещается к северу относительно Южной плиты Бисмарка со скоростью около 120 мм в год, продвигаясь под Южной плитой Бисмарка в Новобританском жёлобе и опускаясь на северо-северо-западе. Сведения о местонахождении, глубине и фокальном механизме землетрясения 18 июля 2010 года соответствуют процессам субдукции вдоль границ этих плит.
Землетрясение магнитудой 7,3 произошло примерно в 10 км к северу и через 30 минут после землетрясения с магнитудой 6,9. Этот меньший форшок был глубже и произошёл в результате обратного сброса в направлении, сильно наклоненном к направлению схождения плит. Таким образом, учёные пришли к выводу о том, что более раннее землетрясение М6,9 произошло внутри субдуцирующей микроплиты Соломонова моря, а не на её границе. Субдуцированная микроплита Соломонова моря сейсмически активна на глубине около 600 км под островом Новая Британия.
В целом, в регионе Новой Британии наблюдается высокий уровень активности землетрясений: с 1973 года до 18 июля 2010 года здесь произошло 15 землетрясений с магнитудой 7 и более. Сильные землетрясения в данном регионе часто происходят друг за другом, или с небольшой задержкой во времени; так, из этих 15 событий 11 произошло в течение нескольких дней или месяцев после очередного крупного землетрясения. В ноябре 2000 года три землетрясения магнитудой 7,8+ произошли в течение 2 дней, примерно в 300 км к северо-востоку от землетрясения 18 июля 2010 года. Первое землетрясение (M8,0) привело к гибели как минимум двух человек, оставило много людей без крова и нанесло большой ущерб. Вторые два землетрясения нанесли дополнительный ущерб.

## Повторные землетрясения
С 18 по 20 июля в регионе было зафиксировано как минимум три афтершока магнитудой 5,0 и более.
20 июля 2010 года в 19:18:20 UTC произошёл афтершок магнитудой 6,3. Эпицентр землетрясения находился в 74,7 км к востоку-юго-востоку от Кимбе. Гипоцентр землетрясения располагался на глубине 24 км.
В результате землетрясения сообщений о жертвах и разрушениях не поступало.
4 августа 2010 года на Новой Британии произошло мощное землетрясение магнитудой 7,0. Гипоцентр находился на глубине 44 километра. Эпицентр землетрясения был расположен в 72,8 км к востоку-юго-востоку от Кимбе. Подземные толчки ощущались в Кимбе.
Землетрясение 4 августа 2010 года произошло в разломе на границе между плитой Соломонова моря и южной плитой Бисмарка или вблизи неё. Расположение, глубина и решения механизма очага землетрясения соответствуют землетрясению в результате сброса, связанного с субдукцией вдоль границы плит. 18 июля 2010 года два землетрясения (М 6,9 и М 7,3) произошли примерно в 25 км к юго-западу от землетрясения 4 августа 2010 года.
15 августа 2010 года в 15:09:29 UTC на этом же острове, на глубине 174,7 км произошло землетрясение магнитудой 6,3. Эпицентр находился в 110,9 км к северо-северо-востоку от города Финшхафен. Подземные толчки ощущались в Горока и Вау. Сообщений о жертвах и разрушениях не поступало.
2 декабря 2010 года в 03:12:09 UTC в этом же регионе, на глубине 33,0 км произошло повторное землетрясение магнитудой 6,6. Его эпицентр находился в 52,8 км к востоку-северо-востоку от города Кандриан. Землетрясение ощущалось в населённых пунктах: Кимбе, Рабаул, Горока, Керема, Маунт-Хаген, Порт-Морсби. Сообщений о жертвах и разрушениях не поступало.

### Карты сейсмической активности
- Карта сейсмической активности во время афтершока 20 июля 2010 года
- Карта сейсмической активности 4 августа 2010 года
- Карта сейсмической активности 15 августа 2010 года
- Карта сейсмической активности 2 декабря 2010 года